# Ludivine Sagnier

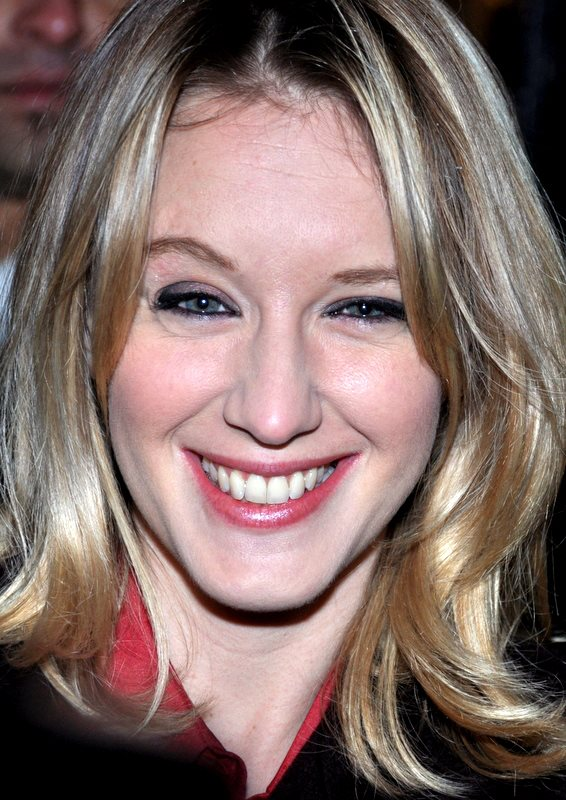
Ludivine Sagnier (2013)

Ludivine Sagnier (* 3. Juli 1979 in La Celle-Saint-Cloud im Département Yvelines) ist eine französische Schauspielerin. Bekannt wurde sie durch ihr Mitwirken in drei Filmen von François Ozon, in Tropfen auf heiße Steine, 8 Frauen und Swimming Pool.

## Leben
Im Alter von neun Jahren stand Sagnier erstmals vor der Kamera, spielte in mehreren großen Produktionen mit und arbeitete als Synchronsprecherin, wie zum Beispiel bei dem Film Léon der Profi, in dem sie Natalie Portman synchronisierte. Mit 16 machte sie das Abitur und studierte danach vier Jahre am Conservatoire d’art dramatique in Versailles.
Bekannt wurde sie mit den Filmen 8 Frauen (2002) und Swimming Pool (2003), bei denen François Ozon Regie führte. Für beide Rollen wurde sie für den César nominiert. Für ihre Rolle in 8 Frauen erhielt sie den Romy-Schneider-Preis für Nachwuchsschauspielerinnen, zusammen mit den anderen sieben Schauspielerinnen den Preis der Europäischen Filmakademie für die beste Schauspielerin und den Silbernen Bären bei der Berlinale 2002.
Der Film Swimming Pool sorgte für ihren Durchbruch in Frankreich. Ein Jahr später spielte sie die Fee Tinkerbell in Peter Pan, ihrem ersten Hollywood-Film. Durch Sagniers Rollen in großen Produktionen wurde auch der Regisseur Claude Chabrol auf sie aufmerksam. Er konnte Sagnier für seinen Film Die zweigeteilte Frau (2007) gewinnen, in dem sie an der Seite von Benoît Magimel und François Berléand zu sehen war. Im Jahr 2010 spielte sie die Schwester von Diane Kruger in dem Drama Barfuß auf Nacktschnecken. Auf der Berlinale 2011 stellte sie gemeinsam mit Dominic Cooper ihren gemeinsamen Film The Devil’s Double vor. Seit 2021 ist sie neben Omar Sy in der Netflix-Fernsehserie Lupin in der Rolle der Claire zu sehen.
Ludivine Sagnier lebt in Paris. Aus einer Beziehung mit ihrem Schauspielkollegen Nicolas Duvauchelle, den sie 2002 bei den Dreharbeiten zu dem Kurzfilm Les frères Hélias kennenlernte, ging eine Tochter hervor (* 2005). Mit dem Filmregisseur Kim Chapiron hat sie zwei weitere Töchter (* 2009) und (* 2014).

## Filmografie
- 1989: Les maris, les femmes, les amants
- 1990: Cyrano von Bergerac (Cyrano de Bergerac)
- 1992: La famille Fontaine
- 1996: Le secret d’Iris
- 1998: Meurtre sans risque
- 1998: Passion interdite
- 1998: À nous deux la vie
- 1998: La banquise
- 1999: Rembrandt
- 1999: Acide animé (Kurzfilm)
- 1999: Das Liebesdrama von Venedig (Les enfants du siècle)
- 1999: Vacances au Purgatoire
- 1999: Sur ma vie
- 1999: Mon frère (Kurzfilm)
- 2000: Bon plan
- 2000: Guedin (Kurzfilm)
- 2000: Des monstres à l’état pur (Kurzfilm)
- 2000: Tropfen auf heiße Steine (Gouttes d’eau sur pierres brûlantes)
- 2001: Meine Frau, die Schauspielerin (Ma femme est une actrice)
- 2001: Kinder der Furcht (Un jeu d’enfants)
- 2002: Napoleon
- 2002: Les frères Hélias (Kurzfilm)
- 2002: Liebe oder Zahnweh (Toothache)
- 2002: 8 Frauen (8 femmes)
- 2002: La famille Marmaille
- 2002: Kommissar Navarro (Navarro; Fernsehserie, eine Folge)
- 2003: Swimming Pool
- 2003: Kleine Wunden (Petites coupures)
- 2003: Die kleine Lili (La petite Lili)
- 2003: Peter Pan
- 2004: Große Haie – Kleine Fische (Shark Tale) (Stimme)
- 2005: Une aventure
- 2005: Foon
- 2006: Paris, je t’aime
- 2006: La Californie
- 2007: Ein Geheimnis (Un secret)
- 2007: Molière
- 2007: Chanson der Liebe (Les chansons d’amour)
- 2007: Die zweigeteilte Frau (La fille coupée en deux)
- 2008: Public Enemy No. 1 – Mordinstinkt (L’instinct de mort)
- 2008: Public Enemy No. 1 – Todestrieb (L’ennemi public nº 1)
- 2010: Barfuß auf Nacktschnecken (Pieds nus sur les limaces)
- 2010: Liebe und Intrigen (Crime d’Amour)
- 2011: The Devil’s Double
- 2011: Die Liebenden – von der Last, glücklich zu sein (Les bien-aimés)
- 2011: Ein Monster in Paris (Un monstre à Paris) (Stimme)
- 2013: Love Is in the Air
- 2014: Tristesse Club
- 2016: The Young Pope (Fernsehserie)
- 2018: Lola et ses frères
- 2018: Rémi sans famille
- 2019: Fourmi
- 2019: La Vérité – Leben und lügen lassen (La vérité)
- 2019: Eine größere Welt (Un monde plus grand)
- 2019: La forêt de mon père
- 2020: The New Pope (Fernsehserie)
- 2021: Lupin (Fernsehserie)
- 2021: Les méchants
- 2021: Adieu Paris
- 2021: La ruche
- 2022–2024: The Serpent Queen (Fernsehserie)
- 2023: Napoleon (nur Director’s Cut)
- 2024: Franklin (Miniserie)
- 2024: Leurs enfants après eux
- 2024: Wenn der Herbst naht (Quand vient l’automne)

## Auszeichnungen (Auswahl)
- 1999: Prix Musidora der Acteurs à l’Écran für Acide animé
- 2001: European Shooting Stars Award bei den Internationalen Filmfestspielen Berlin
- 2002: Silberner Bär der Berlinale zusammen mit dem weiblichen Schauspielensemble von 8 Frauen
- 2002: Trophée Chopard der Internationalen Filmfestspiele von Cannes als beste Nachwuchsdarstellerin
- 2002: Europäischer Filmpreis in der Kategorie Beste Darstellerin zusammen mit dem weiblichen Schauspielensemble von 8 Frauen
- 2003: Nominierung für den César in der Kategorie Beste Nachwuchsdarstellerin für 8 Frauen
- 2003: Nominierung für den Europäischen Filmpreis in der Kategorie Jameson-Publikumspreis – Beste Darstellerin für Swimming Pool
- 2003: Romy-Schneider-Preis als beste Nachwuchsdarstellerin
- 2003: Preis als beste Darstellerin beim Chicago International Film Festival für Die kleine Lili
- 2004: Nominierung für den César in der Kategorie Beste Nebendarstellerin für Swimming Pool
- 2004: Nominierung für den Chlotrudis Award in der Kategorie Beste Nebendarstellerin für Swimming Pool
- 2004: Nominierung für den César in der Kategorie Beste Nebendarstellerin für Ein Geheimnis
- 2008: Nominierung für den Globe de Cristal in der Kategorie Beste Darstellerin für Chanson der Liebe
- 2008: Nominierung für den Prix Lumière in der Kategorie Beste Darstellerin für Die zweigeteilte Frau